# Címer
A címer általában pajzson viselt, meghatározott szabályok szerint megszerkesztett színes jelvény, melyet egy család, intézmény vagy testület a saját maga identifikálására örökletes, állandó jelleggel használ.
Pajzs alakú rajzolat nélkül az emblémát nem lehet címernek tekinteni. Mégis sok ország használ pajzs nélküli államcímert, főleg azon ázsiai országok melyek nem rendelkeznek heraldikai tradíciókkal. Néhány európai ország is ide tartozik, mint például az egykori kommunista rezsimek államcímerei, sőt napjainkig Olaszország címere is.
Egyes heraldikusok a pajzson kívül használt címernek tekintik a zászlón, nyeregtakarón, köpenyen, sisakon vagy pecséten ábrázolt jelképet, a sisakdíszt, és minden olyan jelvényt, mely a címer funkcióját tölti be, ha megfelel bizonyos egyéb feltételeknek is.

## Etimológiája
A címerek idegen elnevezése gyakran a „fegyver” szóból ered (latin arma, német Wappen, francia armoiries, angol arms, svéd vapen, holland wapen). A magyarban ez csak kései forrásokban fordul elő és nagyon ritkán, mint például Bocskai István 1606-os magyar nyelvű címeres nemeslevelében, melyet a Karácsony családnak adományozott, ahol „iratot fegyvert a vagy igaz Nemessegnek czímeret” formula is olvasható. Ez valószínűleg csak a latin vagy német előképek tükörfordítása volt.
A magyar „címer” szó a lotaringiai ófrancia, Poitouban és Anjouban is használatos „sisaktaraj, sisakdísz” jelentésű francia cimier szóból ered. A feltételezések szerint a 13. században a nápolyi Anjou udvar közvetítésével jelent meg Magyarországon, vagy a 12-13. században bevándorolt lotaringiai telepesek hozták magukkal. Legkorábbi etimológiája a görög χυμα (fiatal hajtás, csúcs), latin cyma szóig vezethető vissza. (Plantagenet Gottfried címerjele is pl. egy rekettyeág volt, melyet a kalapján viselt.)
Az irodalomban a 12. század közepétől kezdtek megjelenni a címerszerű jelképek, de ezekre még nem létezett külön elnevezés. A német Wappen (címer) szó az ófelnémet wafen (fegyver) származéka és a többi európai nyelvben is hasonló az etimológiája. Az ófelnémet wâfen szónak kezdetben „kard” jelentése is volt amit ritkán a pajzsra is használtak. A pajzs és a pajzsbeli kép értelme a 12. század utolsó évtizedeitől mutatható ki, amikor a szó címerpajzsot és címersisakot is jelentett.
A címerek örökletes voltának kifejezésére pedig az olasz stemma (címer) szó szolgált, mely a görög-latin stemma származéka, „családi leszármazás, családfa” jelentéssel. Ezt jelzi a német Erbe (címer, örökség) szó is.

## Története

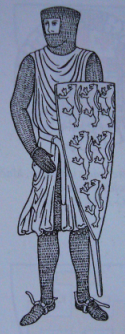
William de Longespée címerének rekonstrukciója (Neubecker, 54. l.)

### Eredete
A hanyatló heraldika korában a heraldikusok gyakran ókori, – görög vagy római eredetet tulajdonítottak a címereknek. Érdekes előképe lelhető fel az ókori Spártában. Mivel a spártai hoplita arcát teljesen eltakarta a korinthoszi sisak és az öltözete is egyenruhaszerű volt, a hoplon (a nagy pajzs) díszítése mindig egyedi, ami alkalmas volt az egyes harcosok azonosítására. Ha ez a szokás meg szakadt is, és a címerek nem közvetlenül ebből származnak, mégis párhuzam mutatható ki a keletkezése terén.
A modern korban egyesek az arab és levantei hatást vizsgálták a címerek létrejöttében. Az emblematikus címerszemlélet korában Sir John Ferne és mások a címereket az egyiptomi hieroglifákból származtatták. A romantika korában egyes német szerzők pedig a címereket a germán rúnákból vezették le, de mindezen elméletek tévesnek bizonyultak. Egyedül a sajátságos lengyel címerek esetében feltételezhető, hogy azok a régi rúnaszerű jeleket vitték tovább.
A címerek létrejötte szoros összefüggésben volt a lovagság kialakulásával, a lovagi hadviseléssel és a lovagi kultúra fellendülésével, majd virágkorával. Az 1095-ös clermonti zsinaton meghirdetett első keresztes hadjáraton II. Orbán pápa rendelete szerint a kereszteseknek vörös színű keresztet kellett viselniük külső jelzésként a ruhájukon. (A hadjárat során alakultak meg egyébként az első egyházi lovagrendek a Szentföldön.) A csatákban a ruha alatti páncélt viselő lovagoknak szükségük volt valamilyen ismertető jelre, ami alapján meg lehetett őket különböztetni a tömegtől. Erre találták ki a pajzsot és a sisakdíszt. Hazatérve sokan tovább viselték ezeket a Szentföldön használt jelvényeket, az első ,,címereket". A címerhasználat  elterjedését a lovagi kultúra fejlődése, és az egyre gyakoribbá váló lovagi tornák segítették elő, ahol minden résztvevőnek szintén saját, egyéni címerre volt szüksége. A tornák előtt megtartott címerszemlén a közönség is megtekinthette a résztvevőknek egy helyen kiállított címerét (pajzsát és/vagy sisakdíszét). Fokozatosan egyre jobban terjedtek a címerek, használata annak igazolása is volt hogy viselőjük tornaképes és az uralkodó réteghez tartozó férfi. A címerhez és a pajzshoz a lovagi kultúrában különféle jelentéstartalmak kapcsolódtak. A fényes páncél és a szeplőtelen pajzs pl. a tisztességes harc és a lovagi becsület szinonimája lett. Lovagnak lenni önmagában is nagy tisztességet jelentett, így idővel nemcsak az egyszerű nemesek számíthattak lovagnak hanem a főurak is. A tornaképességnek a családon belüli folyamatát is legjobban a címerrel lehetett igazolni. Így alakult ki a címerek örökletes használata, ami a címer fogalmának legfontosabb eleme, mindamellett hogy a címer egy olyan színes jelvény, amelyet meghatározott szabályok szerint rajzolnak meg.
A címerek mint olyan a keresztes háborúkat követően minden valószínűség szerint a 12. század közepén, Anjou és Maine tartományok területén alakultak ki. Az első címeres pecsétek pedig a 12. század második harmadában jelentek meg Franciaországban, Angliában és Németországban. G. Demay francia pecsétkutató a ,,lovas pecsétek" vizsgálata alapján arra a következtetésre jutott, hogy a címerek 1150 és 1190 között már divatba jöttek Franciaországban.

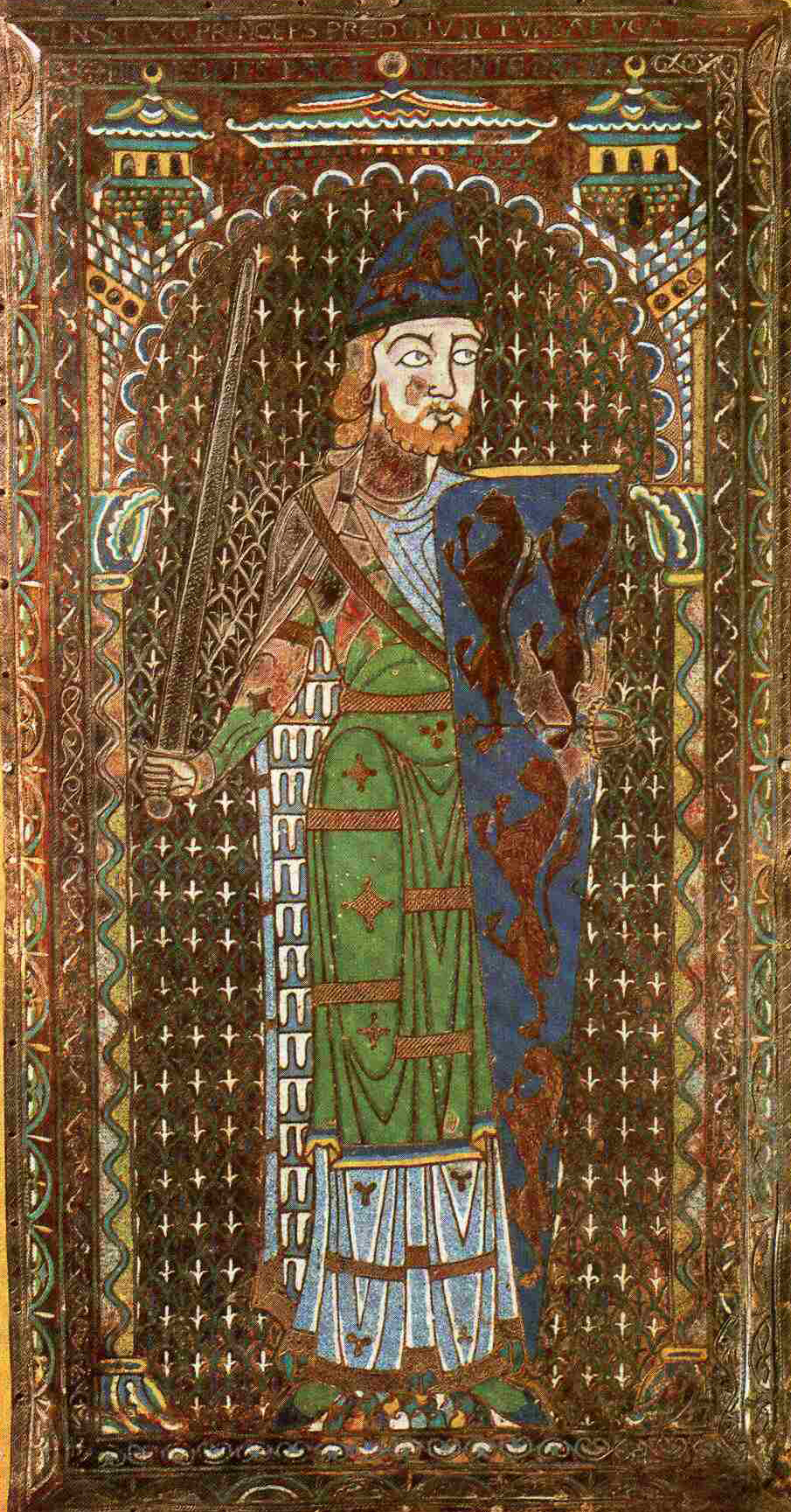
Plantagenet Gottfried halotti táblája Le Mansból

Az első címerrajzolatnak a sakkozott rajzolatú pajzsot tartják, melyet a sakkozott lótakaróval együtt Waleran de Beaumont (1104-1166), Meulan és Worcester grófja viselt 1136 és 1138 között a pecsétjén. A címert valószínűleg anyja, Isabel de Vermandois révén örökölte a francia Vermandois családtól. Testvére Raoul (†1153), Vermandois  grófja 1130-1135 között használt pecsétjén sakkozott zászló látható és 1146-os pecsétjén is sakkozott pajzs fordul elő, melyet Michel Pastoreau nyomán Bertényi Iván közölt (Bertényi, 1993. 14-15.l.). A sakkozott címer idővel, - a rokoni kapcsolatok útján rendkívüli módon elterjedt Angliában.
A címerek másik lehetséges eredete Geoffrey Plantagenet (1113-1151), Anjou és Maine grófjának 12. század közepi, Le Mans-ban őrzött gyásztáblácskájához köthető, melyen az elhunyt pajzsán ágaskodó oroszlánok láthatók és a sisakján szintén egy oroszlán helyezkedik el. Geoffrey 1128-as roueni lovaggá ütését és az Anjouk történetét Jean de Marmoutier, egy cluny szerzetes írta meg 1170 és 1180 között. A lovaggá ütésre eszerint egy héttel azelőtt került sor, hogy Geoffrey elvette volna Matildot, I. Henrik angol király leányát. A szertartás során a király egy hat aranyoroszlánnal díszített pajzsot akasztott Gottfried lovag nyakába. Marmoutieri Jean krónikáját azonban sokan megbízhatatlannak tartják és vele a címerek „születésnapját” is kétségbe vonják. A címer valódiságát, azaz örökletes voltát azonban alátámasztja az, hogy ugyanez az oroszlános pajzs látható Gottfried (fattyú) fiának, William de Longespée, Salisbury grófjának síremlékén is a Salisbury székesegyházban.

### Használatának kezdetei Magyarországon
A címerek öröklését a lovagi fegyverzet magas ára is elősegíthette, melyet a címerrel együtt az utódok kaptak meg.
Egy időben a sisakdísz szinte fontosabb szerepet töltött be, mint a pajzs. Egy 1326 április 7.-én kelt oklevél szerint, melyet Károly Róbert Enyerei Imre fia, Enyerei Miklósnak és testvéreinek adományozott, a címer még sisakdíszt jelentett és csak később nyerte el mai értelmét. („cristam inferius descriptam, que vulgo Cymer dicitur, in forma avis scilicet falkonis aurei, habentis distensas blaveas alas, sub quibus folia deaurata in modum herbe, vulgo Luhere dicte, pendent” Turul 1901. 98. o.) Ők voltak Zala vármegyei az ősrégi csébi Pogány család férfi ági felmenői; a kiterjesztett kék szárnyú csőrében leveles ágat tartó arany sólyom, a csébi Pogány család címerének a pajzs alakjává vált. Az első három oklevéli hitellel fennmaradt adomány kedvezményezettjei Imre fia Miklós (a Csebi Pogányok őse) 1326. április 7-én, Dancs mester zólyomi erdőispán (Balassa atyafiság) 1327. október 23-án és Kolos fia Kolos királyi apród (a Némái Kolosok őse) 1332. február 14-én. A legkorábbi magyar címeradományok sisak díszadományok voltak és a 13. századtól számos ún. sisakpecsét ismert, melyen csak a sisak és a sisakdísz látható. 1332-ben sisakdísz viselésére kapott engedélyt Kolos királyi apród fia, Kolos és Szécsényi Tamás országbíró (1349–1354) szintén sisakpecsétet használt.
A 12. század második felének pecsétjein gyakran szerepelnek címerszerű ábrák pajzs nélkül. A pajzs csak kb. 1180-tól került előtérbe mint a szimbólumok viselője, míg a zászló és a bandérium (címeres zászló) elvesztette jel szerepét és általános jelkép lett. A 13. század közepétől a jel (németül Zeichen) már a címer szinonimája és a pajzs a címer fő hordozója lesz. Mihály, Zólyomi ispán 1272-es pecsétjén a dőlt pajzson a csöbörsisak ormán tollak (vagy virágok) láthatók.
A legkorábbi magyar címerek az Árpád-ház tagjainak pecsétjein maradtak fenn 1190 tájáról. Ezután kezdtek címert használni az országos méltóságviselők is, akiknek a pecsétje nagyrészt szintén a királyi jelvényt ábrázolta, de hamar kimutathatók az ettől eltérő sajátos családi címerek is, melyek egyes feltételezések szerint az előkelő családok esetében az ősi nemzetségi totemekből származnak. A zászlósurak címerüket a bandériumukra is ráhelyezték, mely alatt az adott úr csapata vonult hadba. A címeres zászló jelentősége különösen az Anjou-korban nőtt meg. A 13. századtól a fontosabb városok is kezdtek címeres pajzsot használni, sőt falusiak által kiállított és címeres pecséttel megerősített oklevél is ismert ebből a korból. A 14. századtól számos címeres sírkő maradt fenn és a polgárok heraldikai ábrái gyakran váltak ötvösjellé, kovácsjeggyé, házjellé. Zsigmond király uralkodásától kezdve a címerhasználat a magyar köznemesség körében is általános lett.
A magyar vármegyék közül elsőként Somogy kapott címert adományozó levelet, 1498-ban II. Ulászló királytól.

## Részei
| Címerpajzs Mező Pajzstartók Sisakdísz Sisakkorona Takaró Sisak Címerkép Mottó A címer részei |

## Fajtái
A valódi (viselt) címer a lovagkorban alakult ki a 12. században. A „festett” címer az előbbi mása, mely címeres leveleken, pecséteken, lakóépületek homlokzatán maradt fenn.
A magáncímer lehet 1. nemesi címer és ezen belül családi címer (de: Geschlechterwappen), valamint házassági címer (de: Heuratswappen), majd 2. polgári címer és 3. paraszti címer is. A hivatalos címerek az államcímer, a megyecímer, a városcímer, a hivatali címer (de: Amtswappen). A testületi címerek a céhcímer, egyesületi címer, közösségi címer (de: Gemeinschaftswappen).
A címer lehet ősi vagy felvett címer (de: Urwappen) és adománycímer (de: Briefwappen). A címerviselés jogával és körülményeivel a címerjog foglalkozik.

## Tudományos jelentősége
A címerek, mint bizonyos információtartalommal bíró jelek, alkalmasak arra is, hogy személyt, tárgyat, földrajzi egységet, kort stb. identifikáljanak. Helyes módszer alkalmazása esetén egyetlen címernek ugyanolyan információértéke lehet, mint több száznak, így például egy kódex korának és tulajdonosainak felderítésében, a pecsét korának meghatározásában, vagy akár ornitológiai, néprajzi, fegyvertörténeti stb. kutatásokat is segíthet. Ez a kérdésfeltevés olyan eredményekhez vezethet, melyek más eszközökkel nem érhetők el (mint például a parasztvármegyék határainak meghatározása a falusi pecsétek alapján, Püspöki Nagy Péter módszere szerint). Ennek előfeltétele a determináció és a klasszifikáció metodológiai kérdéseinek tisztázása, a törvényszerűségek feltárása (lásd axiomatikus heraldika). Ezen segédtudományi kutatásokat segíti a címerhatározói rendszer, a címerdiagnosztika, a címerkritika stb.
A Magyarországon negyven évig fennálló szocialista rendszerben a címertant áltudománynak minősítették és a genealógiával együtt gyakorlatilag tiltott terület volt, a címereket pedig egy levitézlett társadalmi osztály jelképeinek minősítették.

## Képek

Bedöházi Drágos 1317-ben, Károly Róbert királytól kapott cimere
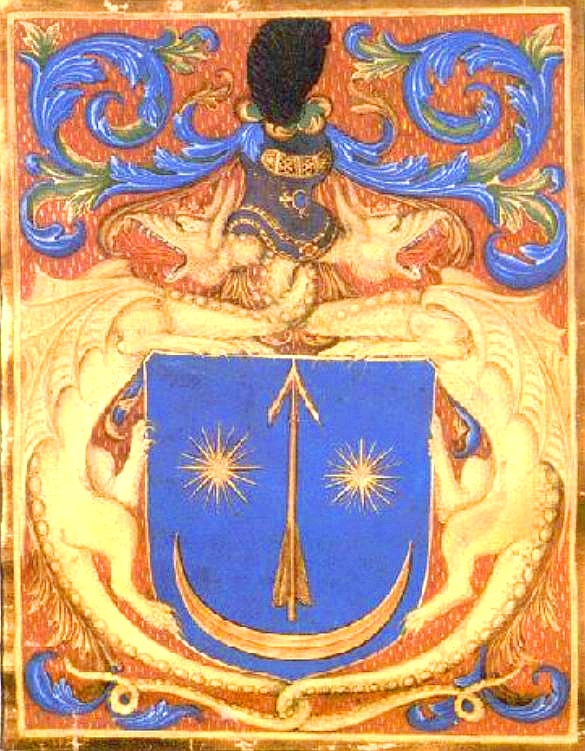
Bélteki Drágffy György és testvére Drágffy János 1507. március 28-án Budán II. Ulászló magyar királytól kapott bárói rangot és ezt a címert
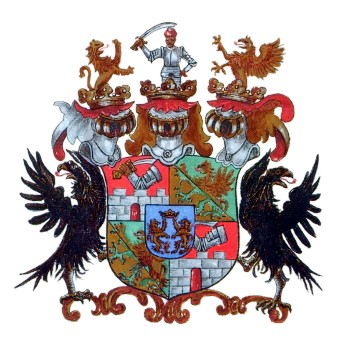
gróf csíkszentkirályi és krasznahorkai Andrássy címer
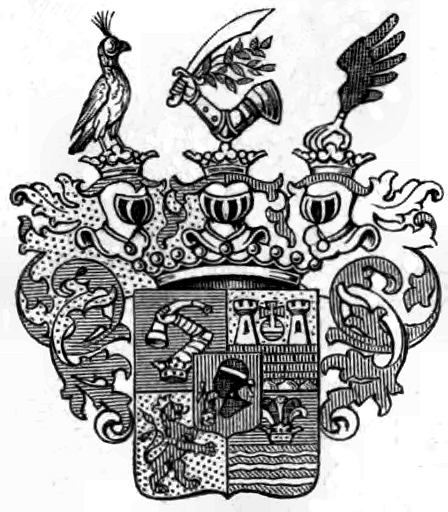
gróf nagyapponyi Apponyi címer
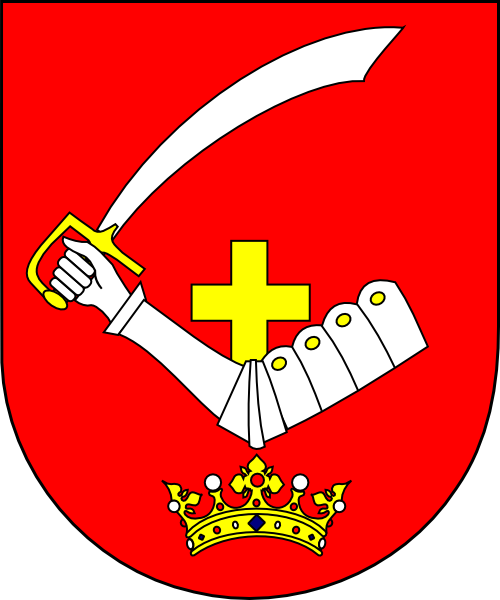
báró altorjai Apor címer
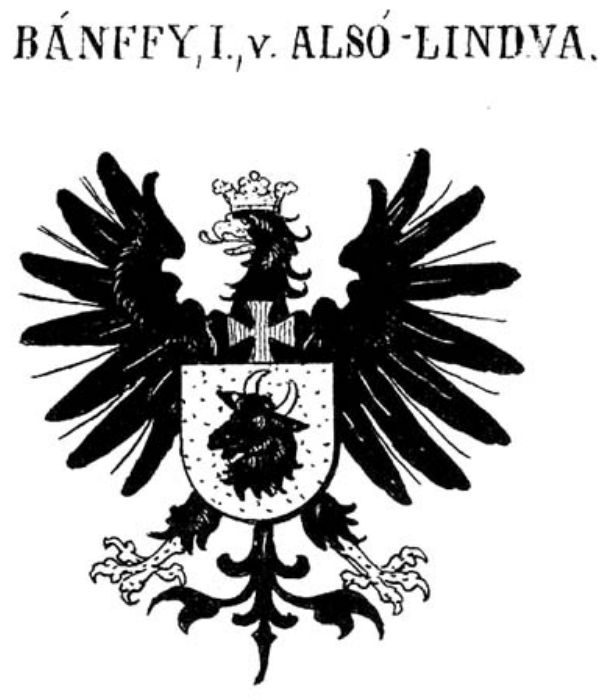
nemes és gróf alsólendvai Bánffy címer